# Heinrich Wolrad (Waldeck)
Heinrich Wolrad (* 28. März 1642 in Culemborg; † 15. Juli 1664 in Graz) war ab 1645 Graf von Waldeck-Eisenberg sowie Graf von Cuylenburg.

## Leben
Er war der Sohn des Grafen Philipp Dietrich (1614–1645) von Waldeck-Eisenberg und dessen Ehefrau Maria Magdalena von Nassau-Siegen. Damit gehörte er dem Haus Waldeck an. Er wurde 1659 vom Kaiser für volljährig erklärt und heiratete am 27. Januar 1660 Juliane Elisabeth von Waldeck-Wildungen, eine Tochter des Grafen Philipp VII. von Waldeck-Wildungen. Die Ehe blieb kinderlos.
Nachdem sein Vater früh verstorben war, übernahm sein Onkel Georg Friedrich die Regentschaft. Heinrich Wolrad residierte auf der Burg Eisenberg, die 1621 im Dreißigjährigen Krieg von hessen-kasselischen Truppen schwer beschädigt worden war, und war der letzte, der die Anlage wieder in Stand setzen ließ. Davon zeugen sein Wappen und das seiner Frau mit der Jahreszahl 1662. Mit wenig Erfolg versuchte er, das Eisenberger Goldbergwerk durch eine Bergrechtliche Gewerkschaft wieder in Betrieb nehmen zu lassen.
Er war auf dem Weg, sich den Reichstruppen im Türkenkrieg 1663/1664 gegen die Osmanen anzuschließen, als er plötzlich in Graz starb. Nach seinem Tod fiel die Grafschaft Waldeck-Eisenberg an seinen Onkel Georg Friedrich.